# Cormeilles-en-Parisis
Cormeilles-en-Parisis is een gemeente in Frankrijk. Het ligt binnen de agglomeratie van Parijs op 12 km ten noordwesten van de Arc de Triomphe. Er liggen het Fort van Cormeilles-en-Parisis, dat tussen 1874 en 1877 is gebouwd voor de verdediging van Parijs, en station Cormeilles-en-Parisis.

## Kaart
Cormeilles-en-Parisis ligt aan de rechteroever van de Seine, maar ligt maar over minder dan 1 km aan de Seine.
De onderstaande kaart toont de ligging van Cormeilles-en-Parisis met de belangrijkste infrastructuur en aangrenzende gemeenten.

## Demografie
Onderstaande figuur toont het verloop van het inwonertal, bron: INSEE-tellingen. 

## Geboren
- Louis Daguerre 1787-1851, uitvinder van de fotografie
- Henri Cazalis 1840-1909, arts, dichter en letterkundige
- Robert Hue 1946, politicus
- Jean Calvé 1984, voetballer